# Capurro (Montevideo)
Capurro  è un barrio della capitale uruguaiana Montevideo.

## Geografia
Capurro è situato nel settore più interno della baia di Montevideo, a levante della foce del torrente Miguelete. Confina a ovest e a nord-ovest con La Teja, con il Prado a nord, con Bella Vista ad est e con la baia di Montevideo a sud.

## Storia
Nel 1787 le autorità coloniali spagnole di Montevideo obbligò la Real Compañía de Filipinas, che importava schiavi africani nella cittadina rioplatense, a costruire un caseggiato alla foce del Miguelete dove porre in quarantena i nuovi arrivati.
Nei decenni successivi la zona conservò il suo carattere prettamente rurale nonostante la fondazione e lo sviluppo dei primi quartieri, come La Teja e Villa del Cerro, sorti al di fuori dai confini della città vecchia di Montevideo. Verso la metà del XIX secolo Giovanni Battista Capurro, un immigrato italiano nativo di Voltri, s'insediò nella zona costruendovi la propria lussuosa dimora.
Nel 1869, con la costruzione di una tramvia a cavalli tra il centro di Montevideo e Villa del Cerro, iniziò anche lo sviluppo della spiaggia antistante le proprietà della famiglia Capurro. Nei decenni successivi l'area, che nel frattempo aveva iniziato ad essere urbanizzata e a prendere l'aspetto di un quartiere, divenne un'affermata stazione balneare e turistica. Nel 1910 fu inaugurato il parco Capurro, progettato dall'architetto italiano Giovanni Veltroni. Con l'espansione delle strutture portuali ed industriali nella baia, Capurro perse la sua fama di zona turistica di pregio a vantaggio dei nuovi quartieri residenziali sorti nella parte est della capitale uruguaiana. A degradare ulteriormente l'aspetto dell'area fu la costruzione dell'autostrada che di fatto separò definitivamente il quartiere da ciò che restava della spiaggia.
Nel 2019, dopo un lungo periodo di degrado il parco Capurro è stato restaurato.

## Monumenti e luoghi d'interesse
- Parco Capurro, costruito nel 1910 dall'architetto italiano Giovanni Veltroni, fu proclamato Monumento Nazionale nel 1975.

## Sport
La principale società sportiva del quartiere è il Centro Atlético Fénix. La sezione calcistica gioca le sue partite interne presso lo stadio Parque Capurro, situato anch'esso all'interno del barrio.